# Municipio de Williamsport
El municipio de Williamsport (en inglés: Williamsport Township) es un municipio ubicado en el condado de Shawnee en el estado estadounidense de Kansas. En el año 2010 tenía una población de 4000 habitantes y una densidad poblacional de 37,92 personas por km².

## Geografía
El municipio de Williamsport se encuentra ubicado en las coordenadas 38°54′34″N 95°41′53″O / 38.90944, -95.69806. Según la Oficina del Censo de los Estados Unidos, el municipio tiene una superficie total de 105.49 km², de la cual 104.44 km² corresponden a tierra firme y (0.99%) 1.05 km² es agua.

## Demografía
Según el censo de 2010, había 4000 personas residiendo en el municipio de Williamsport. La densidad de población era de 37,92 hab./km². De los 4000 habitantes, el municipio de Williamsport estaba compuesto por el 87.33% blancos, el 4.98% eran afroamericanos, el 1.05% eran amerindios, el 0.5% eran asiáticos, el 0.1% eran isleños del Pacífico, el 1.53% eran de otras razas y el 4.52% pertenecían a dos o más razas. Del total de la población el 6.53% eran hispanos o latinos de cualquier raza.